# Nuclear Emergency Support Team
Il Nuclear Emergency Support Team (NEST) è un team di scienziati, tecnici ed ingegneri operanti sotto il National Nuclear Security Administration (NNSA), ramo del Dipartimento dell'Energia degli Stati Uniti: è loro compito "essere preparati a rispondere immediatamente contro qualunque tipo di incidente nucleare in qualunque punto del mondo".

## Storia
Le preoccupazioni relative a possibili scenari di incidenti nucleari sul territorio americano non erano recenti. Già negli anni Sessanta i funzionari governativi americani temevano che un'arma nucleare potesse essere contrabbandata nel paese o che un aereo con a bordo un'arma nucleare potesse schiantarsi e contaminare le zone circostanti. Nel 1974 il presidente Gerald Ford fu informato che l'FBI aveva ricevuto una richiesta estorsiva di 200000 $ (quasi un milione per l'epoca), che minacciava l'utilizzo di una bomba nucleare nascosta da qualche parte a Boston. Una squadra di esperti della Commissione per l'energia atomica degli Stati Uniti d'America si precipitò sul posto, ma l'equipaggiamento per rilevare le radiazioni arrivò in un aeroporto differente. I funzionali federali quindi noleggiarono una flotta di furgoni per trasportare di nascosto i rilevatori di radiazioni attraverso la città, ma si dimenticarono di portare con sé gli strumenti per installare gli equipaggiamenti. L'incidente più tardi si rivelò un falso allarme, ma la risposta del governo rese chiara la necessità di dotarsi di un'agenzia capace di rispondere efficacemente a minacce di questo tipo nel futuro. Più tardi, nello stesso anno, il presidente Ford creò il Nuclear Emergency Search Team (NEST), che, ai sensi della Atomic Energy Act del 1954, fu incaricata di indagare sull'"uso illegale di materiali nucleari negli Stati Uniti, comprese le minacce terroristiche che comportano l'uso di materiali nucleari speciali".
Una delle prime occasioni in cui il NEST operò fu a Spokane, nello stato del Washington, il 23 novembre 1976. Un gruppo sconosciuto chiamato "Giorni dell'Omega" inviarono una lettera minatoria nella quale minacciavano di far esplodere diversi contenitori d'acqua radioattivi a meno che le autorità non avessero pagato 500000 $ (l'equivalente odierno di due milioni circa). Probabilmente, i container radioattivi erano stati rubati dal sito di Hanford, a meno di 240 km a sud-ovest dalla città. Il team dispiegò un velivolo da Las Vegas per fornire supporto aereo, e iniziò a cercare fonti di radiazioni non naturali, senza però trovare nulla. Non ci fu nessuna reazione alla risposta delle autorità, nonostante le istruzioni elaborate fornite, così come non ci fu neanche nessun tentativo di rivendicare il denaro (falso), che era tenuto sotto sorveglianza. In pochi giorni, l'incidente si rivelò un falso allarme, anche se il caso non fu mai risolto. Per evitare il panico, la notizia fu resa pubblica solo dopo alcuni anni.

## Oggi
Secondo il Bulletin of the Atomic Scientists, la NEST ha la capacità di dispiegare quasi 600 persone in teatri di incidenti radiologici, anche se di solito le squadre impiegate non superano i 45 elementi. L'agenzia ha una varietà di strumenti ed equipaggiamenti speciali e il supporto di una piccola flotta di velivoli, che includono quattro elicotteri e tre aerei, tutti equipaggiati con strumenti di rilevamento radiologico.
Quando è in corso un'operazione aerea legata a un incidente, la Federal Aviation Administration accorda ai voli NEST una priorità di controllo più elevata nell'ambito del sistema nazionale di spazio aereo degli Stati Uniti, designato con il nominativo "FLYNET".

## Nella cultura di massa
NEST è menzionato nei film Nome in codice: Broken Arrow, The Peacemaker, Gioco mortale - Manhattan Project, Atomic Train e Vishwaroopam, così come nel film per televisione Special Bullettin e nelle serie televisive 24 e NCIS: Los Angeles. NEST appare anche nei libri "Gideon's Corpse" di Douglas Preston e Lincoln Child e nel libro "The Fifth Horseman" di Larry Collins e Dominique Lapierre e "Paura senza limite" di Tom Clancy. NEST è menzionato nel videogioco sparatutto in prima persona Call of Duty 4: Modern Warfare, così come il gioco d'azione furtivo Metal Gear Solid. L'agenzia è presente in un episodio della serie televisiva Castle, quando una bomba sporca viene piazzata a New York. La necessità di una squadra NEST viene sollevata in un episodio della serie televisiva The Blacklist quando si apprende che alcune delle persone ricercate dai protagonisti sono in realtà armi nucleari collocate da qualche parte all'interno degli Stati Uniti.
Uno dei personaggi principali dell'anime Terror in Resonance è un ricercatore della NEST.